# Akademik Sofia
Maillots
Actualités
Le Futbolen Klub Akademik Sofia (en bulgare : Футболен Клуб Академик София), plus couramment abrégé en Akademik Sofia, est un club bulgare de football fondé en 1947 et basé à Sofia, la capitale du pays.

## Histoire
Fondé en 1947 par quelques étudiants, l'Akademik Sofia remporte la Coupe des Balkans en 1974.
L'équipe participe également à la Coupe UEFA 1976-1977, allant jusqu'au deuxième tour, alors qu'elle est éliminée dès le premier tour en 1981-1982. 
Deux joueurs bulgares du club participent à la Coupe du monde de la FIFA : Ivan Dimitrov en 1970 et Mladen Vasilev en 1974. 
L'Akademik descend en deuxième division lors de la saison 2007-2008.

## Bilan sportif

### Palmarès
| Compétitions nationales | Compétitions internationales                            |
| --- | ------------------------------------------------------- |
| - Coupe de Bulgarie : - Finaliste : 1951. - Championnat de Bulgarie D2 (2) : - Champion : 1963-64 et 1979-80. - Vice-champion : 2009-10. | - Coupe des Balkans des clubs (1) : - Vainqueur : 1974. |

### Bilan européen
Note : dans les résultats ci-dessous, le score du club est toujours donné en premier
| Saison    | Compétition | Tour                | Club              | Domicile | Extérieur | Total |
| --------- | ----------- | ------------------- | ----------------- | -------- | --------- | ----- |
| 1976-1977 | Coupe UEFA  | Premier tour        | Slavia Prague     | 3 - 0    | 0 - 2     | 3 - 2 |
| 1976-1977 | Coupe UEFA  | Seizièmes de finale | AC Milan          | 4 - 3    | 0 - 2     | 4 - 5 |
| 1981-1982 | Coupe UEFA  | Premier tour        | FC Kaiserslautern | 0 - 1    | 0 - 2     | 1 - 3 |

Légende
- Victoire ou qualification pour le tour suivant
- Match nul
- Défaite ou élimination de la compétition

## Personnalités du club

### Présidents
- Atanas Ivanov

### Entraîneurs
- Samir Seliminski
- Sasho Borisov

### Anciens joueurs
- Ivan Dimitrov
- Mladen Vasilev